# Shuswap Lake Marine Provincial Park
Der Shuswap Lake Marine Provincial Park ist ein Provincial Park im südöstlichen Zentrum der kanadischen Provinz British Columbia. Der Park liegt im Wesentlichen am Shuswap Lake, in der Nähe der Stadt Sicamous, im Columbia-Shuswap Regional District. Er hat eine Fläche von 894 Hektar.
Der Name des Sees und des umgebenden Shuswap Country ist von den Secwepemc (engl. Shuswap) abgeleitet, den am weitesten im Norden lebenden First Nation, die zum Salishen Sprachkreis gehört.

## Anlage
Die Gesamtfläche des Parks teilt sich in etwa 600 ha Landfläche sowie etwa 294 ha Wasser- und Uferfläche auf. Dabei gliedert sich der Park in zahlreiche Teilgebiete, die sich fast alle über den gesamten Bereich des Shuswap Lake verteilen. Nicht am Shuswap Lake Marine Provincial Park liegt die Mara Point Site, diese liegt am westlichen Ufer des südlich gelegenen Mara Lake. Der Mara Lake ist nur durch eine Engstelle, die Sicamous Narrows, vom Shuswap Lake getrennt.
Der Shuswap Lake Marine Provincial Park ist nicht der einzige Provinzpark am See. Weitere Provinzpark am See sind:
- Anstey Hunakwa Provincial Park (mit etwa 6.852 ha der größte Park am See)
- Cinnemousun Narrows Provincial Park
- Herald Provincial Park
- Shuswap Lake Provincial Park
- Silver Beach Provincial Park
- Tsútswecw Provincial Park

### Liste der Campingplätze
Zum Park gehören aktuell 23 Campingbereiche. Die Campingbereiche liegen an den vier Armen des Sees. a b
- Albas Site; 120 ha. Nordwest-Ufer des Seymour Arm, Koordinaten
- Aline Hill Site; 20 ha. Nordwest-Ufer des Seymour Arm, Koordinaten
- Anstey View Site; 12.5 ha. Westufer des Anstey Arm, Koordinaten
- Beach Bay Site; 35.9 ha. Ostseite des Seymour Arm, Koordinaten
- Cottonwood Beach Site; 12 ha. Ostufer des Seymour Arm, Koordinaten
- Encounter Point Site; 41 ha. Westufer des Seymour Arm, Koordinaten
- Fowler Point Site; 21.4 ha. Westufer des Seymour Arm, nahe der Spitze, Koordinaten
- Hermit Bay Site; 78 ha. Ostseite des Salmon Arm (Halbinsel), Koordinaten
- Horseshoe Bay Site; 11.36 ha. Nordufer des Shuswap Lake, Koordinaten
- Hungry Cove Site; 86.2 ha. nördlich der Sicamous Narrows, c Koordinaten
- Mara Point Site; 174.9 ha. südlich der Sicamous Narrows, Koordinaten
- Marble Point Site; 174.9 ha. nördlich der Sicamous Narrows, Koordinaten
- Nielsen Beach Site; 17.6 ha. Ostufer des Seymour Arm, Koordinaten
- Paradise Point Site; 65.5 ha. Nordufer des Salmon Arm; Koordinaten
- Roberts Bay Site; 29 ha. Westufer des Anstey Arm, Koordinaten
- St. Ives Site; 5.5 ha. südwestlich der Cinnemousun Narrows, Koordinaten
- Shuswap Lake East Site; 1.1 ha. südöstlich der Cinnemousun Narrows, Koordinaten
- Tiilis Beach Site; 27 ha. Ostseite des Salmon Arm (Halbinsel), Koordinaten
- Twin Bay Site; 15.3 ha. Westufer der Anstey Arm, Koordinaten
- Two Mile Creek Site; 17.1 ha. Westufer des Seymour Arm, Koordinaten
- Wood Landing Site; 17 ha. Westufer des Seymour Arm, Koordinaten
- Woods Landing South Site; 10.5 ha. Westufer des Seymour Arm, Koordinaten
- Wright Creek Site; 23 ha. Ostufer des Seymour Arm, Koordinaten
- Roberts Bay Site; 26 ha. Ostufer des Anstey Arm. 27. Mara Point Site; 5.8 ha. Westufer des Mara Lake.

## Geschichte
Der Park wurde am 9. Mai 1980 errichtet und umfasste damals 14 einzelne Schutzbereiche. Im Laufe von Änderungen in den Jahren 1988, 1993, 1995, 1999, 2000 und 2004 wurden weitere Schutz-/Campingbereiche hinzugefügt, ausgegliedert, zusammengefasst oder in ihren Grenzen verändert. Auch wurde mehrfach die Rechtsgrundlage für den Schutz geändert. Zuletzt wurden im Jahr 2004 die Grenzen der St. Ives Site verändert und der Park erhielt die aktuelle Größe.
Wie jedoch grundsätzlich bei allen Provinzparks in British Columbia gilt auch für diesen, dass die Gegend, lange bevor sie von europäischen Einwanderern besiedelt oder sie Teil eines Parks wurde, Jagd- und Siedlungsgebiet verschiedener Gruppen der First Nations, hier Gruppen der Secwepemc, war.

## Flora und Fauna
Mit dem Biogeoclimatic Ecological Classification (BEC) Zoning System wird das Ökosystem von British Columbia in verschiedene biogeoklimatische Zonen eingeteilt. Biogeoklimatische Zonen zeichnen sich durch ein grundsätzlich identisches oder sehr ähnliches Klima sowie gleiche oder sehr ähnliche biologische und geologische Voraussetzungen aus. Daraus resultiert in den jeweiligen Zonen dann grundsätzlich auch ein sehr ähnlicher Bestand an Pflanzen und Tieren. Auf Grund der geringen Größe der einzelnen Bereiche ist für diese die entsprechende biogeoklimatische Zone nicht erfasst. Die anderen Parks am See sind, soweit bewertet, der Interior Cedar—Hemlock oder der Interior Douglas-Fir zugeordnet.

## Aktivitäten
Der Park bietet eine Reihe von Möglichkeiten zur Erholung, darunter Slipanlagen für Boote, Picknickplätze und 23 Campingplätze rund um den Shuswap Lake.
Im Park können alle Arten von Wassersport betrieben werden; auch Wandern und Angeln sind möglich.